# 차이나 아이돌
《차이나 아이돌》은 2012년부터 중국에서 방송되고 있는 글로벌 가수 서바이벌 프로그램이다.